# 卡斯托耳和波鲁克斯大厦

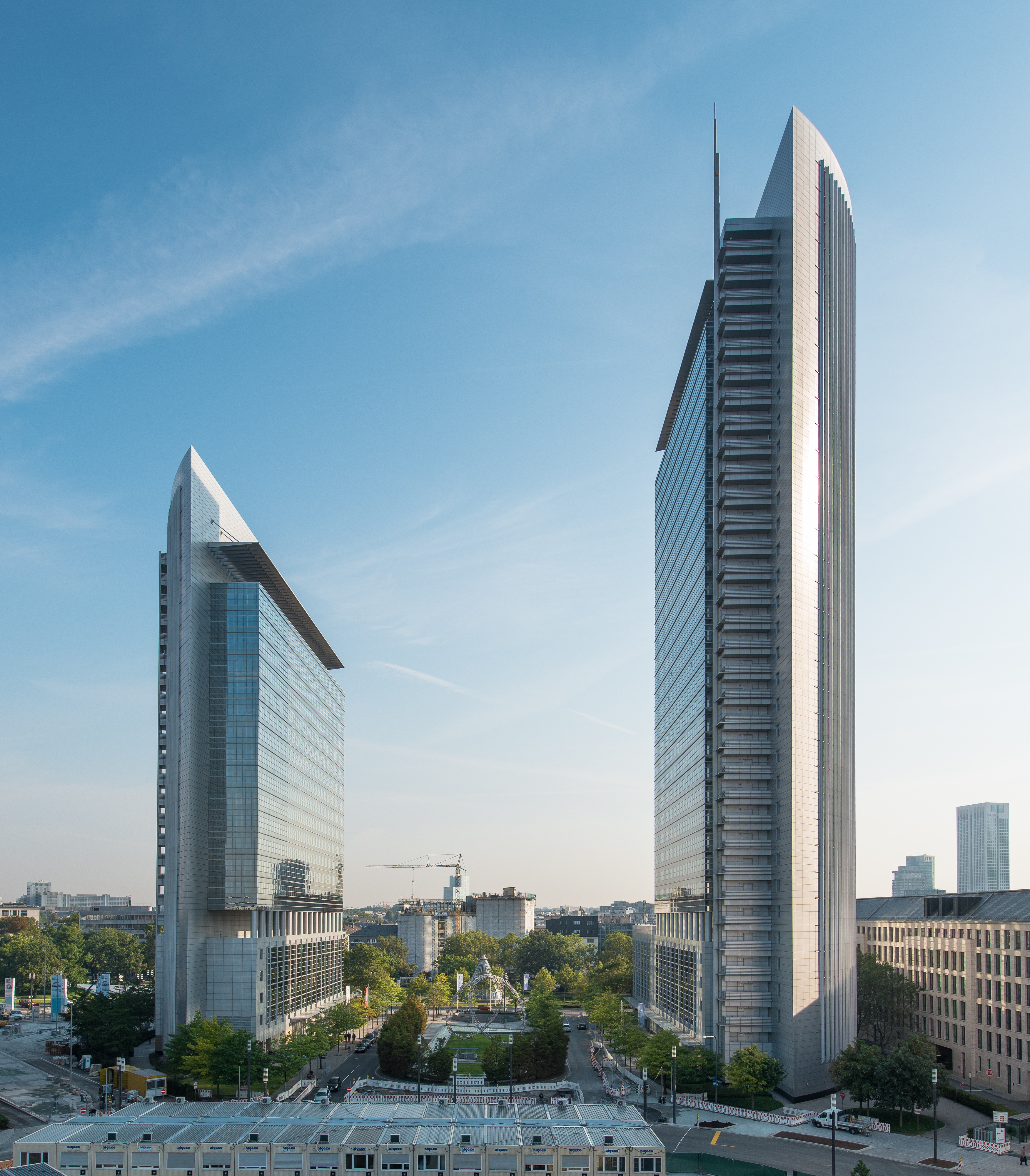
卡斯托耳和波鲁克斯大厦

卡斯托耳和波鲁克斯大厦（Kastor und Pollux）是德国法兰克福的两座高层建筑，位于Gallus区的统一广场一号。毗邻法兰克福展览中心，介于會展之塔和185大厦之间。大厦建于1994-1997年。它由纽约KPF建築事務所设计。以希腊神话中的卡斯托耳和波鲁克斯命名。
较高的塔楼命名为波鲁克斯，高130米，33层，面积31,500平方米。主要租户德国商业银行占用24层。较矮的命名为卡斯托耳，高95米，22层，面积28,800平方米。